# Alan Shore
Alan Shore est un avocat dans la série Boston Justice (Boston Legal). Il interprété par James Spader.

## Personnage
Alan Shore apparaît pour la première fois dans la série The Practice : Bobby Donnell et Associés, au cours de la dernière saison, où il apportait une note de cynisme et d’humour décalé dans un cabinet d’avocat à l’image trop « correcte » et sérieuse. Avocat spécialiste de l'antitrust (The Practice : S8E14), il est l'un des personnages principaux du spin off de la série, Boston Justice.
Avocat particulièrement brillant, célèbre pour ses longues plaidoiries finales, il se fait souvent le défenseur de causes perdues, des discriminés ou de principes qu'il juge bafoués dans la société américaine actuelle. Il n'hésite d'ailleurs pas à outrepasser la loi pour défendre ses clients et idées. Bien que certaines de ses prises de position soient jugés anti-américaines par certains de ses collègues, il dit aimer son pays et s'engagera même dans les gardes-côtes des États-Unis. C'est un fervent démocrate.
En dépit ses grandes qualités professionnelles, Alan Shore se montre souvent cynique, arrogant et égocentrique, faisant parfois preuve de sexisme, tout en étant conscient de ces défauts. C'est aussi un individu plutôt torturé, souffrant de terreurs nocturnes, de salade de mots ainsi que d'une peur irraisonnée des clowns. Il vit également dans une chambre d'hôtel, de façon à pouvoir en partir quand il le souhaite. Son mépris de l'autorité, tant celle des associés du cabinet que des magistrats, voire de la loi, n'est pas sans lui poser des problèmes. 
Au fil de la série, on le voit sortir avec un grand nombre de femmes, bien que ses relations suivies restent rares : il semble cependant garder de bonnes relations avec la plupart de ses ex. Attiré par les femmes mûres, un de ses fantasmes récurrents est Shirley Schmidt, une des associées du cabinet. Dans un épisode, on apprend qu'il est veuf.
La seule relation stable d'Alan Shore reste celle qu'il entretient avec son meilleur ami Denny Crane, avec qui il aime commenter sa journée avec un bon cigare et un verre de whisky, sur le balcon de son bureau.